# Донских, Сергей Семёнович
Серге́й Семёнович Донски́х (род. 25 января 1956, Ленинград) — советский легкоатлет, специалист по толканию ядра. Выступал на всесоюзном уровне в 1970-х и 1980-х годах, серебряный и бронзовый призёр чемпионатов СССР, победитель первенств всесоюзного значения. Представлял Ленинград и физкультурно-спортивное общество «Динамо». Мастер спорта СССР международного класса. Заслуженный тренер России.

## Биография
Сергей Донских родился 25 января 1956 года в Ленинграде. Заниматься лёгкой атлетикой начал в 1970 году. Выступал за всесоюзное физкультурно-спортивное общество «Динамо» (Ленинград), где проходил подготовку под руководством заслуженного тренера Алефтина Леонидовича Голубева.
Первого серьёзного успеха в толкании ядра добился в сезоне 1979 года, когда одержал победу на домашнем турнире в Ленинграде.
В 1980 году выиграл серебряную медаль на чемпионате СССР в Донецке.
В 1981 году отметился победой на турнире в помещении в Ленинграде.
В 1982 году превзошёл всех соперников на международном турнире в Турку.
В 1983 году с личным рекордом 20,58 победил на домашних соревнованиях в помещении в Ленинграде, стал бронзовым призёром на зимнем чемпионате СССР в Москве. Летом взял бронзу на турнире в Ленинграде, занял четвёртое место в Москве.
В 1984 году показал 11-й результат на Мемориале братьев Знаменских в Сочи, был лучшим на домашних соревнованиях в Ленинграде, установив при этом личный рекорд на открытом стадионе — 21,42 метра. На чемпионате СССР в Донецке выиграл бронзовую медаль. По итогам сезона удостоен почётного звания «Мастер спорта СССР международного класса».
В 1985 году помимо прочего получил серебро на чемпионате СССР в Ленинграде, победил на Динамиаде социалистических стран.
В 1986 году стал бронзовым призёром на зимнем чемпионате СССР в Москве.
В 1987 году отметился победой на домашнем турнире в Ленинграде.
В 1988 году выиграл бронзовую медаль на соревнованиях в Ленинграде.
Окончил Ленинградский электротехнический институт (1981). После завершения спортивной карьеры в 1987—1989 годах работал тренером по лёгкой атлетике в ленинградском «Динамо». С 1989 года — главный специалист по лёгкой атлетике в Спорткомитете Ленинграда (Санкт-Петербурга).
С 1990 года — ответственный секретарь и член президиума Федерации лёгкой атлетики Ленинграда (Санкт-Петербурга). Председатель ревизионной комиссии санкт-петербургской легкоатлетической федерации.
Заслуженный тренер России (2000). Судья всероссийской категории.